# Claveguera de la conducta
La claveguera de la conducta (en anglès, behavioral sink) és una expressió creada per l'etòleg estatunidenc John B. Calhoun, usada per a denominar el col·lapse d'una societat a causa d'anomalies de la conducta provocades per la superpoblació. El treball de Calhoun es va fer servir com a model animal anàleg al col·lapse de la societat humana, i els seus estudis es van convertir en una idea important en la sociologia urbana i la psicologia en general.

## Història
Per arribar a aquesta observació, l'etòleg va dur a terme alguns experiments de sobrepoblació al llarg dels anys, utilitzant algunes colònies de rates comunes (de 1958 a 1962) i ratolins (de 1968 a 1972). Calhoun va encunyar el terme «claveguera de la conducta» el 1r de febrer de 1962, en un article titulat Densitat de població i patologia social, escrit per il·lustrar els resultats de l'experiment i publicat al setmanari Scientific American. Els resultats de Calhoun es van utilitzar més tard com a model animal del col·lapse social, i els seus estudis es van convertir en un punt de referència per a la sociologia urbana i la psicologia.
El 1962, Calhoun va descriure el comportament trobat en els experiments d'aquesta manera:
| « | Moltes (exemplars femelles) no van poder continuar amb l'embaràs fins al final, ni sobrevivien fins al final del part. Un nombre encara més gran, després de poder donar a llum, van abandonar les seves funcions maternes. Entre els subjectes mascles, les distorsions del comportament van variar des del canibalisme fins a la hiperactivitat frenètica, fins a l'aparició d'un aïllament patològic, com a conseqüència del qual individus aïllats sortien a menjar, dormir i moure’s només quan tots els altres membres de la comunitat dormien. L'organització social dels animals també va mostrar una desintegració igualitària. […] L'origen comú d'aquests trastorns es va fer notablement evident en les poblacions de la nostra primera sèrie de tres experiments, en què es va observar el desenvolupament del que hem anomenat «claveguera de la conducta». Els animals s'amuntegaven en gran quantitat en un dels quatre nius d'interconnexió on es mantenia la colònia. 60 de les 80 rates es van reunir en un sol niu durant el període d'alimentació. Les rates individuals mengen poques vegades sense la companyia d'altres rates. Com a resultat, el niu triat per menjar tenia una densitat de població extrema, deixant els altres tres gairebé buits. […] En els experiments en què s'havia desenvolupat una claveguera de la conducta, la mortalitat infantil arriba al 96% entre els grups més pertorbats de la població. | » |

Calhoun hauria continuat els experiments durant molts anys, però la publicació de l'article el 1962 va treure el concepte a la llum del públic general, fent que s'interpretés diferent de l'original en analogia amb el comportament humà. Calhoun es va retirar el 1984, però va continuar la seva recerca fins a la seva mort, el 7 de setembre de 1995.

## Els experiments
Els primers experiments de Calhoun es van realitzar a una granja prop de Rockville, Maryland el 1947.
Calhoun va partir de l'assumpció hipotètica de Thomas Malthus, un conegut teòric de les conseqüències de la superpoblació, que va afirmar que els límits absoluts per al creixement de la població eren la misèria i el vici. Fins llavors, la investigació científica s'havia centrat en l'anàlisi del primer factor restrictiu, la misèria, que en el camp pràctic es basa en la predació, les malalties i la quantitat d'aliments disponibles com a factors per contenir la població. A continuació, Calhoun es va preguntar quins eren els efectes de la conducta social sobre el creixement de la població i viceversa, els efectes de la densitat de població sobre el comportament.
Per tant, durant les primeres proves, va col·locar entre 32 i 56 rosegadors en caixes de 3 x 4 metres en un graner del comtat de Montgomery. Va separar l'hàbitat en quatre habitacions separades. Cada habitació havia estat creada específicament per donar suport a una dotzena de rates comunes adultes. Les rates podrien moure's entre habitacions mitjançant rampes. Calhoun va proporcionar a la colònia recursos il·limitats, com ara aigua, menjar, i protecció dels depredadors, així com de malalties i condicions meteorològiques adverses. Va crear el que un altre psicòleg va qualificar de «paradís per a les rates» o «utopia per a les rates». D'aquesta manera, havent eliminat tots els límits físics, només el comportament dels individus influiria en el creixement de la població.
Després dels primers experiments, Calhoun va crear un «entorn inhibidor de mort per a rates»: una gàbia de planta quadrada (amb els costats de 2,7 metres de llarg) amb menjar i aigua il·limitats, per suportar l'augment màxim de la població. El seu experiment més famós, «Univers 25», va arribar a un màxim de 2.200 unitats de població i, immediatament després, va començar a presentar anomalies de comportament tan greus com per provocar la destrucció total de l'hàbitat i de la població. A partir del 600è dia, la seva població estava en perill d'extinció.

### L'experiment del 1962
Calhoun va basar la seva teoria en els resultats de sis generacions diferents. Després de col·locar els rosegadors, va esperar que augmentés la població. Al cap de vint-i-set mesos, la població s'havia establert en 150 exemplars adults. En realitat, la mortalitat era tan baixa que, segons les estimacions sobre la taxa de reproducció en aquest entorn, la població devia arribar a les 5.000 unitats. Tanmateix, això no va passar perquè, al contrari, la mortalitat infantil era molt alta. Fins i tot amb només 150 adults, l'estrès social causat per l'espai confinat havia destruït tots els vincles socials, fent que les femelles no tinguessin instints materns vers les cries. Les conductes anormals van augmentar, sobretot en les femelles, fins al punt que cada colònia es va dividir en grups diferents, dins dels quals no es va respectar cap lògica en la proporció dels dos sexes (per exemple, un grup podia estar format per sis, set femelles i només un mascle, i altres formats per 20 mascles i 10 femelles). Menjar, beure i totes les altres activitats biològiques es van convertir en activitats socials, en les quals la principal satisfacció provenia de la interacció amb altres rates. En el cas de l'alimentació, aquesta frenesia en la interacció va provocar que les rates no s'alimentessin adequadament. Però aquesta «intimitat» també va arribar a destruir totes les relacions socials vitals per a la supervivència de la colònia, com ara els ritus d'aparellament, la construcció de nius, i la cria i cura de les cries.

### L'Univers 25
L'experiment que va donar protagonisme internacional a la «claveguera de la conducta» va ser l'anomenat «Univers 25». Com en els anteriors experiments, l'hàbitat va ser dissenyat per eliminar qualsevol factor físic que pogués limitar el creixement de la població o afectar negativament el benestar i l'esperança de vida dels rosegadors.
L'univers tenia la forma d'una cisterna de planta quadrada amb un costat de 2,7 metres, amb parets d'un metre i mig d'alçada. El primer metre es va estructurar de manera que els ratolins poguessin pujar lliurement a les parets, sense que pogués escapar-se. Es van soldar 16 túnels de malla de ferro a cada paret, amb 4 passadissos horitzontals que els creuaven d'un costat a l'altre, proporcionant així 256 refugis en els quals es podia construir molts nius. Cada niu era prou gran per allotjar 15 ratolins. L'hàbitat hauria permès la supervivència de 3.800 exemplars.
L'hàbitat es netejava cada quatre setmanes, la temperatura es mantenia constantment al voltant dels 20 ° i fins i tot s'havia reduït dràsticament el risc de malalties genètiques, seleccionant els millors exemplars de les colònies de l'Institut Nacional de Salut (NIH).
Es van introduir quatre parelles de ratolins a l'hàbitat i, després de 104 dies d'adaptació, els ratolins van començar a reproduir-se, duplicant la seva població cada 55 dies. No obstant això, després de 315 dies, la taxa de creixement de la població es va reduir significativament. La població havia arribat als 600 exemplars. Tot i que l'alimentació i l'aigua es garantien en abundància, l'espai va començar a ser escàs i l'hàbitat es va superpoblar, donant lloc a algunes anomalies del comportament en els ratolins.

Els nounats es van trobar en un món cada cop més concorregut, en què hi havia més ratolins que rols socials. Les posicions socials dins la jerarquia dels ratolins estaven constantment amenaçades. L'estrès d'haver de defensar el seu territori i les seves femelles d'infinitat de contendents va fer que els mascles alfa abandonessin la seva tasca, que s'havia tornat massa onerosa. L'absència d'aquests rols socials va revelar comportaments destructius i antisocials a tota la colònia, ja que les relacions socials normals s'havien esfondrat, i amb elles la capacitat dels ratolins de formar un vincle social.

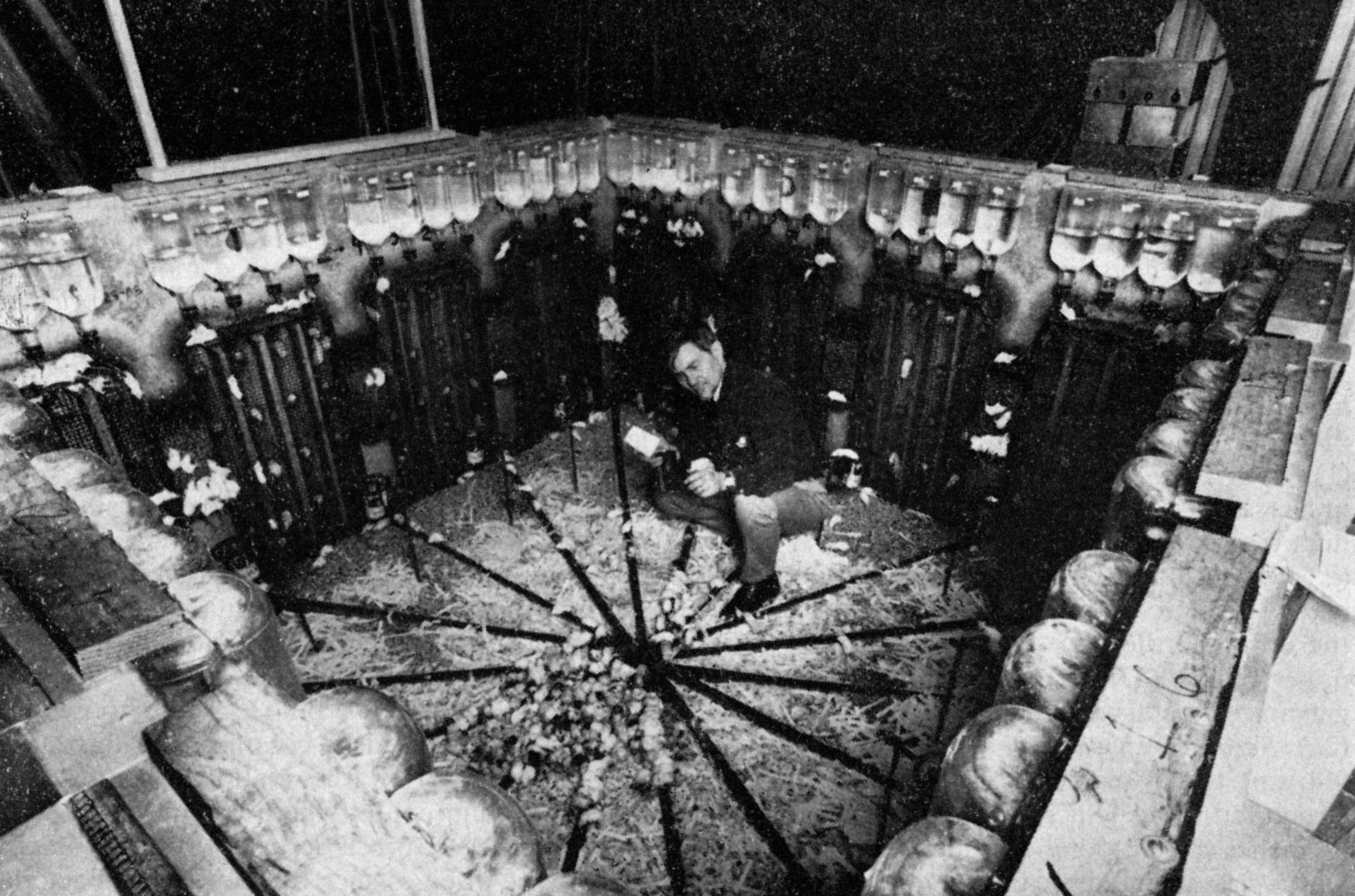
Calhoun all'interno dell'Universo 25 il 10 febbraio 1970, 651 giorni dall'inizio dell'esperimento. L'aggregazione dei topi in una sola rastrelliera del cibo nonostante la presenza di altre è un indicatore della "fogna del comportamento" già in atto
Il grafico mostra l'andamento demografico della popolazione di topi nell'esperimento. Le linee tratteggiate indicano le stime fatte dopo il 700º giorno dell'esperimento

Els mascles es van tornar extremadament agressius, arribant a formar grups que atacaven femelles i joves. Altres es van convertir en pansexuals, tractant de tenir relacions sexuals amb qualsevol ratolí disponible, ja fos un mascle, una femella, un jove o un ancià. Les femelles, ara sense cap protecció, es van refugiar als nius més alts de la colònia, reunint-se a vegades en alguns grups compostos només per femelles, però, per defensar els seus nius i elles mateixes, van descuidar els seus papers materns, abandonant-los o fins i tot arribant a atacar a la seva mateixa descendència. En algunes zones de l'hàbitat, la mortalitat infantil va arribar al 96%, i hi va haver casos de canibalisme, tot i que no hi va haver necessitat, ja que encara es disposava d'aliments suficients per a tots els exemplars.
En aquest punt es formen tres grups de ratolins a l'hàbitat. Els «ratolins més febles i rebutjats», resistents físicament, però psicològicament devastats, van intentar sobreviure reunint-se al centre de l'hàbitat, on la seva vida va transcórrer pacíficament amb algun acte de violència sensata i ocasional contra ells mateixos. Les «femelles deixades soles» van començar a migrar cada vegada més cap als nius més alts, reunint-se en grups. A més d'aquests dos, també va sorgir un tercer grup, que Calhoun va anomenar «els macos». Aquests ratolins, sense participar en les baralles i sense mostrar interès per la reproducció, només estaven interessats en ells mateixos i les seves úniques activitats eren menjar, dormir i allisar-se el pelatge. De fet, es distingien dels altres per l'absència de ferides i la pell blanca i brillant. En altres llocs, en els grups més grans, el canibalisme (malgrat la presència d'aliments abundants), el pansexualisme i les explosions de violència continuaven sense embuts. La societat de ratolins es va col·lapsar.
Al 560è dia, la població arribava a 2200 individus (l'Univers 25 podia acollir sense problemes més de 3500), i al 600è dia el seu creixement es va aturar completament. Pocs ratolins van aconseguir superar el deslletament; Des d'aquell dia hi va haver molt pocs embarassos, però no hi va sobreviure cap cria. Fins i tot quan la població va tornar als nivells inicials de l'experiment, no es van registrar nous naixements. Els ratolins encara capaços de reproduir-se, com «els macos» i algunes femelles refugiades als nivells més alts de la gàbia, havien perdut la capacitat social per fer-ho. La colònia va començar a dirigir-se cap a la seva extinció. D'alguna manera, «els ratolins havien deixat de ser ratolins», incapaços de tenir relacions socials. Una mena de «primera mort», com va definir el mateix Calhoun. Una «mort social» que va precedir la mort física.

### Les conclusions extretes
Quan va acabar de recopilar els resultats de l'Univers 25, Calhoun va veure que els resultats obtinguts no incloïen les causes de mort exògena de qualsevol grup de mamífers. La reducció de la mortalitat per causes naturals va culminar en la supervivència d'un nombre excessiu d'individus perfectament capaços d'ocupar els rols socials característics de la seva espècie. En poques generacions tots els espais i rols estaven ocupats, però encara hi havia molts individus capaços d'ocupar els rols socials ja ocupats. Per tant, aquests exemplars joves lluitaven contra els exemplars adults, però la lluita resultant era tan violenta que conduïa a un esgotament total, tant dels joves contendents com dels adults. Després d'això, es va dissoldre l'organització social normal (és a dir, de les institucions).
En aquestes condicions, els joves nascuts són rebutjats per les seves mares i per altres associacions d'adults. Aquest fracàs precoç de formar enllaços socials s'agreuja per la interrupció dels cicles d'accions a causa de la interferència mecànica resultant de l'elevada taxa de contacte entre individus vius en una població d'alta densitat. Massa contacte social fragmenta encara més el comportament a causa de l'estocàstica de les interaccions socials, que requereixen que per maximitzar la gratificació derivada d'interaccions socials, s'ha de reduir la intensitat i la durada de les interaccions en proporció a la mida del grup. En aquest procés sorgeixen exemplars capaços només dels comportaments més simples compatibles amb la supervivència física («la primera mort»). L'espècie s'extingeix.
Calhoun va intentar explicar aquesta davallada en forma d'equació:
Per a Calhoun no hi havia cap dubte: per molt sofisticat que sigui l'home, un cop el nombre d'individus capaços d'ocupar un rol supera molt el nombre de rols disponibles,
| « | La conseqüència inevitable és la destrucció de l'organització social. Els individus nascuts en aquestes circumstàncies estarien tan separats de la realitat que fins i tot no podrien alienar-se. Els seus comportaments més complexos es fragmentarien. L'adquisició, creació i ús d'idees adequades per al sosteniment de la vida en una societat postindustrial seria impossible. | » |

## Aplicació als humans
Existeix polèmica sobre les implicacions de l'experiment. L'experiment del psicòleg Jonathan Freedman va reclutar estudiants de secundària i universitaris per dur a terme una sèrie d'experiments que van mesurar els efectes de la densitat sobre el comportament. Va mesurar l'estrès, el malestar, l'agressivitat, la competitivitat i la degradació general. Va declarar que no va trobar efectes negatius apreciables el 1975. Els investigadors van argumentar que «el treball de Calhoun no es referia simplement a la densitat en un sentit físic, com a nombre d'individus per unitat d'àrea quadrada, sinó que es tractava de graus d'interacció social».

## Influència cultural
El període en què Calhoun va dur a terme els seus experiments estava marcat per una veritable por a la superpoblació. La societat, encara profundament marcada per la guerra més sagnant de l'època moderna, estava preocupada seriosament per la repercussió que l'augment incansable de la població humana podria tenir sobre els recursos naturals, i ecologistes com William Vogt i Fairfield Osborn havien llançat les primeres alarmes sobre la pressió que l'expansió de la població s'havia produït en recursos alimentaris des de 1948. A més, en aquells anys, va començar a sorgir la por a la «multitud», al desenvolupament i al creixement descontrolat de l'ésser humà, després d'alguns episodis molt coneguts per l'opinió pública, com els disturbis a les ciutats estatunidenques entre 1965 i 1968, les manifestacions a les universitats, l'augment de la cultura de les drogues i la resposta apàtica dels testimonis a l'assassinat de Kitty Genovese.
El gener de 1960, fins i tot Time va dedicar una portada al tema, i el 1968, Paul Ehrlich va publicar The Population Bomb, un altre assaig que suggeria la imminent catàstrofe mundial, a causa de les guerres provocades per recursos limitats. El tema va assolir la màxima importància quan es va publicar un informe de la Comissió Rockefeller sobre la població dels Estats Units d'Amèrica el 1972, en què es va suggerir que el creixement sense restriccions de la població s'hauria d'alentir o fins i tot invertir.
Tanmateix, el treball de Calhoun va ser diferent, perquè al contrari dels ecologistes esmentats, va demostrar, a través dels seus experiments, que la catàstrofe vinculada a la sobrepoblació no era conseqüència de l'escassetat de recursos real, sinó de la manca d'espai i de moltes interaccions socials. En fer-ho, Calhoun va atreure els interessos d'antropòlegs, sociòlegs i psicòlegs socials interessats en els resultats de les interaccions socials. Amb la creixent influència dels sistemes informàtics, la teoria dels sistemes i l'enfocament holístic de les ciències biomèdiques en l'àmbit científic general, els resultats de Calhoun també van conduir a una nova manera de pensar en dissenyadors i arquitectes urbans, que van començar a dissenyar solucions d'habitatge que coexistien amb les lleis naturals, en lloc d'anar en contra.
També en l'etologia i en altres branques de l'estudi de les conductes dels animals, l'estudi i els resultats obtinguts van proporcionar noves eines per analitzar els resultats i van estimular altres investigadors a realitzar investigacions en direcció als resultats de Calhoun.
Tanmateix, en la cultura popular, la fórmula de «mort al quadrat» de Calhoun va ser interpretada com extremadament pessimista, com les lleis de la termodinàmica per a un físic, i va tenir un profund impacte en l'opinió pública. El mateix Calhoun havia escrit els seus resultats en una prosa apta per obtenir una analogia entre els ratolins i els humans en el lector. La descripció de l'hàbitat va recordar les idees modernistes i utòpiques del planificador urbà Ludwig Hilberseimer. Calhoun es referia als refugis dels ratolins com a «blocs d'apartaments» i als ratolins «macos» com a «joves delinqüents». Aquest ús de l'antropomorfisme era inusual per a un científic, però el seu propòsit era precisament que el lector entenguès l'experiment. El mateix terme «claveguera de la conducta» es va utilitzar per evocar un estat parapatològic de la societat, una desesperació compartida, recordat en un comportament patològic i agreujat pels seus efectes.
El terme va tenir tant d'èxit que l'escriptor Tom Wolfe va escriure el concepte «O Rotten Gotham! Sliding Down into the Behavioral Sink» (O Rotten Gotham! Lliscant cap a la claveguera de la conducta), com una lamentació per la decadència de la ciutat de Nova York, i que es va convertir en l'últim capítol de The Pump House Gang (1968).
La idea també va influir en l'escriptura de la novel·la Make Room! Make Room! (1966) de Harry Harrison, que després va ser transposada a la pel·lícula de Soylent Green (1973), on un món sobrepoblat està a punt de col·lapsar i la gent es transformada en menjar.
També la novel·la de John Brunner, Stand on Zanzibar (1968) va fer una hipòtesi d'un món hiperactiu i superpoblat.
L'experiment també va influir en l'escriptura de Mrs. Frisby and the Rats of NIMH (1971) de Robert C. O'Brien, que després es va transposar a la pel·lícula d'animació The Secret of NIMH (1982).
Lewis Mumford també es va referir a Calhoun en la seva obra The City in History: Its Origins, Its Transformations, and Its Prospects (1961), afirmant:
| « | Cap petita part d'aquesta barbarització lletja ha estat deguda a la pura congestió física. Un diagnòstic ara en part confirmat amb experiments científics amb rates, perquè quan se situen en barris igualment congestionats presenten els mateixos símptomes d'estrès, alienació, hostilitat, perversió sexual, incompetència parental i violència rabiosa que ara trobem a la Megalòpolis. | » |

El treball de Calhoun ha estat referenciat en còmics, entre els quals hi ha Batman i 2000 AD.
El mateix Calhoun va veure el destí de la població de ratolins com una metàfora del destí potencial de l'home. Va caracteritzar la ruptura social com una «mort espiritual», en referència a la mort corporal com la «segona mort» esmentada al llibre bíblic de l'Apocalipsi (Ap 2.11).